# Alpheus macrocheles
Alpheus macrocheles is een garnalensoort uit de familie van de Alpheidae. De wetenschappelijke naam van de soort is voor het eerst geldig gepubliceerd in 1835 door Hailstone.